# علي أباد (مراغة)
علي أباد هي قرية في مقاطعة مراغة، إيران. عدد سكان هذه القرية هو 336 في سنة 2006.